# European Heritage Awards / Europa Nostra Awards

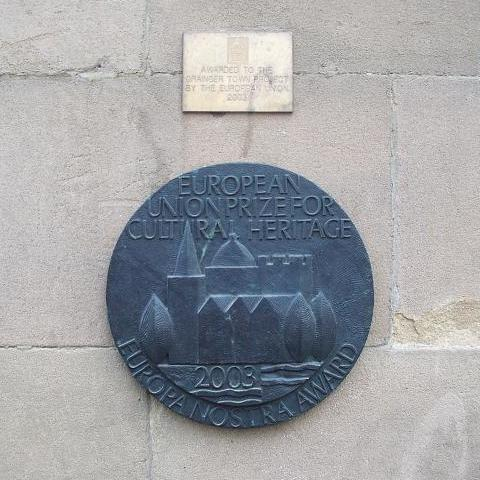
European Heritage Awards / Europa Nostra Awards

De European Heritage Awards / Europa Nostra Awards is een erfgoedprijs die in 2002 door de Europese Commissie in het leven geroepen werd en beheerd wordt door de organisatie Europa Nostra.

## Doelstellingen
De Awards wijzen op de beste praktijken in het behoud en de opwaardering van materieel en immaterieel cultureel erfgoed en bevorderen deze, stimuleren de grensoverschrijdende uitwisseling van kennis in heel Europa, vergroten het publieke bewustzijn en de waardering voor het Europese culturele erfgoed en moedigen verdere initiatieven aan door het goede voorbeeld te geven. De Awards bekronen elk jaar tot maximaal 30 erfgoedprestaties, waarvan vijf de Grand Prix en een geldbedrag van €10.000 ontvangen. Daarnaast wordt de Publieksprijs uitgereikt aan een van de geselecteerde prijswinnaars, na een online stemming door Europa Nostra.

## Categorieën
Onafhankelijke experts beoordelen de inzendingen en selecteren de winnaars in vijf categorieën, die aansluiten bij de nieuwste ontwikkelingen in het erfgoedbeleid en de erfgoedpraktijk in Europa.
1. Behoud en hergebruik: projecten gericht op behoud, herstel en aanpassing aan nieuwe vormen van gebruik van cultureel erfgoed, inclusief cultuurlandschappen.
2. Onderzoek: Innovatieve onderzoeksprojecten die leiden tot tastbare effecten voor de bescherming en verbetering van cultureel erfgoed en/of om de toegang tot, het genot van en het inzicht in erfgoed door gemeenschappen te verbeteren.
3. Onderwijs, opleiding en vaardigheden: Voorbeeldprojecten of projecten met betrekking tot cultureel erfgoed met als doel kennisoverdracht, capaciteitsopbouw en/of het verbeteren van traditionele of nieuwe vaardigheden en ambachten met betrekking tot erfgoed.
4. Burgerbetrokkenheid en bewustwording:  erfgoedprojecten die sociale cohesie, inclusie, multiculturele dialoog en begrip bevorderen, een gevoel van plaats en erbij horen koesteren, diversiteit en meervoudige identiteiten vieren en de betrokkenheid, eigen verantwoordelijkheid en burgerzin van burgers stimuleren.
5. Erfgoedkampioenen: Invloedrijke en inspirerende personen of organisaties die met hun acties blijk geven van een uitzonderlijke toewijding, impact en maatschappelijke betrokkenheid voor het behoud en de opwaardering van cultureel erfgoed.[bron?]

## Winnaars
Hieronder staan de winnaars van de Grand Prix in de periode 2019-2024:
| Project                                             | Land                                                  | Categorie                            | Jaar |
| --------------------------------------------------- | ----------------------------------------------------- | ------------------------------------ | ---- |
| Ignacy Historische mijn                             | Polen                                                 | Behoud en hergebruik                 | 2024 |
| Saxische kerk in Alma VII                           | Roemenië                                              | Behoud en hergebruik                 | 2024 |
| Traditionele boerderijgebouwen Scheme               | Ierland                                               | Onderwijs, opleiding en vaardigheden | 2024 |
| Rehabilitatie van de Tsiskarauli-toren door burgers | Georgië                                               | Burgerbetrokkenheid en bewustwording | 2024 |
| Gemeenschap van vrienden van Dubrovnik oudheden     | Kroatië                                               | Erfgoedkampioen                      | 2024 |
| Koninklijke tuinen van Venetië                      | Italië                                                | Behoud en hergebruik                 | 2023 |
| Deba brug                                           | Spanje                                                | Behoud en hergebruik                 | 2023 |
| ACTA VISTA                                          | Frankrijk                                             | Onderwijs, opleiding en vaardigheden | 2023 |
| Museum of Literature Ireland (MoLI)                 | Ierland                                               | Burgerbetrokkenheid en bewustwording | 2023 |
| Saving Ukrainian Cultural Heritage Online (SUCHO)   | Oekraïne                                              | Erfgoedkampioen                      | 2023 |
| SILKNOW                                             | Spanje, Frankrijk, Duitsland, Italië, Polen, Slovenië | Onderzoek                            | 2022 |
| Symphony                                            | Spanje                                                | Onderwijs, opleiding en vaardigheden | 2022 |
| Rivieren van Sofia                                  | Bulgarië                                              | Burgerbetrokkenheid en bewustwording | 2022 |
| Va'Sentiero                                         | Italië                                                | Burgerbetrokkenheid en bewustwording | 2022 |
| Costa Carras                                        | Griekenland                                           | Erfgoedkampioen                      | 2022 |
| Houten kerk van Ursi                                | Roemenië                                              | Behoud en hergebruik                 | 2021 |
| FIBRANET - FIBRes in Ancient European Textiles      | Denemarken, Griekenland                               | Onderzoek                            | 2021 |
| Technisch comité van cultureel erfgoed              | Cyprus                                                | Erfgoedkampioen                      | 2021 |
| De uitvinding van een schuldige partij              | Italië                                                | Onderwijs, opleiding en vaardigheden | 2021 |
| Basiliek van Santa Maria di Collemaggio             | Italië                                                | Behoud en hergebruik                 | 2020 |
| Tramontana Netwerk III                              | Portugal                                              | Onderzoek                            | 2020 |
| Auschwitz. Niet lang geleden. Niet ver weg          | Spanje                                                | Onderwijs, opleiding en vaardigheden | 2020 |
| Kathedraal van Sint-Bavo                            | Nederland                                             | Behoud en hergebruik                 | 2019 |
| Koningin Louise mijncomplex                         | Polen                                                 | Behoud en hergebruik                 | 2019 |
| oratorium van het paleis in het Alhambra            | Spanje                                                | Behoud en hergebruik                 | 2019 |
| RomArchive - Digital Archive of the Roma            | Duitsland                                             | Onderzoek                            | 2019 |
| Fortidsminneforeningen - National Trust of Norway   | Noorwegen                                             | Erfgoedkampioen                      | 2019 |